# Bruno Max
Bruno Max (* 1962 in Salzburg) ist ein österreichischer Regisseur, Theaterleiter, Schauspieler und Bühnenautor. 

## Leben
Bruno Max studierte am Max-Reinhardt-Seminar in Wien Regie und Schauspiel und arbeitete anfangs als Regieassistent und Schauspieler am Wiener Burgtheater.
1986 gründete er die Freie Theatercompagnie Theater zum Fürchten. Von 1987 bis 1998 war er Gründer und Intendant des „Theater in den Gewölben“ in Maria Enzersdorf und von 1991 bis 1993 des Wiener „Residenztheaters“. Seit 1995 ist er Direktor und Künstlerischer Leiter der Scala Wien und ihrer 2020 eröffneten Nebenspielstätte „Scalarama“, seit 1998 auch Intendant des Stadttheater Mödling und seit 1999 der Sommerspiele Theater im Bunker, des mit über 930 Meter bespielter Länge größten Stationentheaters Europas.  Er verantwortete mehr als 120 eigene Inszenierungen, darunter zahlreiche Ur- und Erstaufführungen. Er schrieb zahlreiche Bühnenadaptionen und Theaterstücke, darunter „Projekt Letztes Abendmahl“ (nach D. Rosen), „Dr. Petiot“, „Von den Wonnen der Ausschweifung und vom Ungemach der Freiheit“ (nach dem Marquis de Sade), „Dschingis Cohn“, „Lusthaus“, „Banquos Bankett“, „American Diner“, „Sollen sie doch Kuchen essen!“, „A Schackl, zwa Scheefs“ (nach Carlo Goldoni), „Picknick an der Front“, „Cafe zur Barrikade“. Er ist auch Übersetzer und Bearbeiter der erfolgreichen deutschen Bühnenversion des Films Clockwork Orange mit mehr als 40 Nachinszenierungen, Moira Buffinis „Love Play“, Sarah Pages „P.U.N.T.S. - Ein sauberes Geschäft“, C.P.Taylor´s „Good“; zwei Nominierungen zum Österreichischen Theaterpreis „Nestroy“; als Bühnenbildner zeichnete er für mehr als 60 Bühnenraumlösungen verantwortlich. Die Tageszeitung "Kurier" bezeichnete ihn in ihrer Kritik als "einen wirklichen, großen Märchenerzähler".

## Auszeichnungen
- 1997 und 2004 Niederösterreichischer Kulturpreis für Darstellende Kunst
- Goldenes Ehrenzeichen für Kunst und Kultur der Stadt Mödling
- 2013 Goldene Ehrennadel der Stadt Mödling
- 2014 Professorentitel
- 2022 Goldenes Ehrenzeichen für Verdienste um das Bundesland Niederösterreich
- 2023 Margareten Business Award 2. Platz
- 2025 Österreichisches Ehrenkreuz für Wissenschaft und Kunst

## Publikationen
- Das prolongierte Wunder. Stadttheater Mödling. Ueberreuter, 2013.